# 岸本ひろし
岸本 ひろし（きしもと ひろし、1952年 - ）は、東京都上野出身の編曲家。一時期は「SUWAMI・ヒロシ」とも名乗っていた。バークリー音楽院出身。キーボード奏者としても活躍、水野修身（バークリー音楽大院出身、アランドーソン、トニーウイリアムス、ビニーカリウタと共著）、関本公夫らとハイハッツを結成、活動。2019年 佐藤龍一& The Dragon にトランペット、キーボード担当として参加。

映画『スウィングガールズ』で「第28回日本アカデミー賞」最優秀音楽賞を受賞した。

## 主な編曲作品、演奏作品
- ちあきなおみ - アルバム「あまぐも」編曲
- ゴダイゴ - アルバム「マジック・カプセル」「KATHMANDU」 「遥かなる走路」「中国后醍醐」「M.O.R.」「インターミッション/ゴダイゴ・ファイナルライブ+2」 シングル「ホーリー&ブライト」「リターン・トゥ・アフリカ」 「ポートピア」編曲（ホーンズ）・演奏（トランペット）
- トミー・スナイダー - アルバム「There comes a time」編曲
- 郷ひろみ - シングル「ジゴロ」編曲
- 西田敏行 - アルバム「風に抱かれて」編曲
- タケカワユキヒデ - アルバム「Lyena」編曲・演奏（フルーゲルホルン）
- エディ潘  - アルバム「Neon City」編曲、演奏（トランペット）
- 富田靖子- アルバム「あさきゆめみし」編曲・演奏（キーボード）
- ミッキー吉野 - アルバム「American Road」編曲（ホーンズ）・演奏（トランペット）
- 西田ひかる - ミュージカル主題歌「みなと未来21」作曲
- 河合奈保子 - アルバム（ミュージカル）「ゴーストインミー」作曲・編曲・演奏（キーボード・コーラス）
- 早見優 - アルバム「日本TV番組・アメリカンキッズ主題歌挿入歌」作曲・編曲・演奏・プログラミング
- CM - コカコーラボトラーズ、レナウン等
- 映画 -「スウィングガールズ」音楽担当